# The Hobbit: The Battle of the Five Armies
The Hobbit: The Battle of the Five Armies is een epische fantasy avonturenfilm uit 2014, onder regie van Peter Jackson. De film is onderdeel van de verfilming van het boek The Hobbit van J.R.R. Tolkien. De film is het derde deel uit een trilogie van films van The Hobbit en het vervolg op The Hobbit: The Desolation of Smaug uit 2013. De film beslaat, zoals de titel zegt, de Slag van Vijf Legers. Echter beslaat de film ook de dood van de draak Smaug.

## Achtergrond
Gegeven dat De Hobbit beperkter materiaal bevatte dan In de Ban van de Ring werd eerst gedacht over een enkele film, maar snel werd duidelijk dat er voldoende materiaal was voor een opsplitsing in twee delen. Pas in de zomer van 2012 deelde Peter Jackson het nieuws dat een derde deel gepland werd, de verhaallijn van De Hobbit werd daarbij in de verfilming verrijkt met elementen uit De Aanhangsels, een 160-pagina tellend boekje met verschillende bijlagen en achtergrondinformatie die zijn opgenomen op het einde van het derde deel van ‘The Lord of the Rings’-trilogie. Graag had regisseur Peter Jackson ook gebruik willen maken van Nagelaten vertellingen ('Unfinished Tales'), maar daar zijn door de Tolkien Estate (de erfgenamen van Tolkien) nimmer de filmrechten van vrijgegeven en mocht hier derhalve ook niets uit verfilmd worden. De titel oorspronkelijk voorzien voor het tweede deel van de Hobbit-verfilming, werd nu de titel van het derde deel, en The Desolation of Smaug werd gekozen voor het middelste deel van de trilogie. De opnames van het derde deel overlapten deels met de andere twee films en vergden enkel twee bijkomende maanden draaien in 2013.
Een belangrijk aandeel in het scenario van de derde film is de conclusieve Slag van Vijf Legers die op Erebor in Midden-aarde wordt uitgevochten. De veldslag  vormt het slot van het boek De Hobbit, enkel nog gevolgd door de thuiskomst van Bilbo Balings. Ook de slag bij Dol Guldur komt aan de orde. Hier verdrijft the White Council (Galadriel, Gandalf, Elrond en Saruman) Sauron naar Mordor.
Op 24 april 2014 maakte Peter Jackson via zijn Facebookpagina bekend dat de naam van de derde film was gewijzigd in The Hobbit: The Battle of the Five Armies. Voorheen was de naam The Hobbit: There and Back Again. Echter paste deze naam niet meer volledig bij het verhaal, omdat Bilbo al is aangekomen in Erebor, en aldus het verste punt van zijn reis reeds bereikt had. Dit in tegenstelling tot het boek, dat niet uit drie delen bestaat en de naam The Hobbit: There and Back Again voert.

## Verhaal
De film begint met de aanval van Smaug de draak op Esgaroth of Meerstad. De bevolking slaat op de vlucht, inclusief de Dwergen en Elfen die in de stad zijn. Bard de Boogschutter slaagt erin uit zijn gevangenis te ontsnappen en probeert de draak met pijlen te doden, zonder resultaat. Zijn zoon Bain brengt hem echter de speciale Zwarte Pijl en Bard slaagt erin Smaug te doden. De draak stort neer boven op de brandende stad en op de Meester van Meerstad, die er met al zijn goud vandoor probeerde te gaan. De overlevenden van Meerstad verzamelen zich op de oevers van het Lange Meer en roepen Bard uit tot hun leider. Fíli, Kíli, Óin en Bofur gaan naar de Eenzame Berg, maar niet voor Kíli Tauriel zijn liefde heeft bekend. Aangekomen bij de Berg blijkt dat Thorin en gezelschap sinds de dood van Smaug de Berg hebben opgeëist, maar dat Thorin door al het goud en zijn begeerte naar de Arkensteen de "Drakenziekte" heeft gekregen: zijn hebzucht maakt hem langzaam krankzinnig en uiterst wantrouwig tegenover zijn eigen verwanten. Balin vertrouwt Bilbo toe dat het misschien beter is als Thorin de Arkensteen nooit vindt omdat het hem alleen maar gekker zal maken. Bilbo, die de steen bij zijn ontmoeting met Smaug al gevonden had, houdt zijn vondst hierop geheim.
Ondertussen zit Gandalf nog steeds gevangen in Dol Guldur, maar de Witte Raad komt hem te hulp. Galadriel, Elrond en Saruman bevrijden Gandalf en verslaan de Nazgûl, waarna Radagast Gandalf wegvoert en Galadriel erin slaagt Sauron uit de vesting te verdrijven, waarna de boze geest naar het oosten vlucht. Saruman meent echter dat Sauron zonder de Ene Ring geen dreiging zal vormen. Sauron had eerder echter al een groot Orkleger naar Erebor gestuurd en Gandalf haast zich om de Berg eerder te bereiken. Azog, die het Orkleger aanvoert, komt van zijn zoon Bolg echter te weten dat de Boselfen van koning Thranduil onderweg zijn naar de Berg. Hierop stuurt hij Bolg naar Gundabad, de hoofdstad van de Orks, om versterking te halen. Tauriel en Legolas zijn Bolg echter gevolgd van Esgaroth en zien bij Gundabad hoe een enorme horde van Orks en reusachtige vleermuizen uitrukt.
De vluchtelingen van Meerstad zijn naar de ruïnes van Dal getrokken, met het voornemen om het door Thorin beloofde deel van de schat op te eisen. Als Thranduil arriveert brengt hij voedsel voor de vluchtelingen mee, maar in de eerste plaats blijkt hij gekomen om juwelen die hem vroeger door Thorins grootvader waren beloofd op te eisen. Hoewel Bard voorstander is van een vreedzame oplossing blijkt Thorin niet bereid de schat met anderen te delen, zelfs niet als Gandalf verschijnt om hem tot rede te brengen. Bilbo snapt dat de situatie onhoudbaar is en hij sluipt 's nachts weg uit de belegerde Berg, gaat naar Thranduil en Bard en geeft hun de Arkensteen. Ze gebruiken deze steen de volgende dag als drukmiddel en bieden aan hem te ruilen voor een deel van de schat. Thorin is woest en gooit Bilbo bijna te pletter, maar laat hem uiteindelijk naar de Elfen en Mensen gaan. Wanneer Thranduil op het punt staat de Berg aan te vallen blijkt dat Thorin met behulp van de raven van Erebor zijn neef Dáin IJzervoet heeft gecontacteerd. Dáin arriveert met een groot leger van Dwergen uit de IJzerheuvels. Net als het erop lijkt dat er een grote slag tussen de Dwergen en Elfen gaat losbreken, komen Azogs troepen tevoorschijn. De Mensen, Dwergen en Elfen binden de strijd aan met de gemeenschappelijke vijand, maar worden in het nauw gedreven. Ondertussen zitten Thorin en zijn Dwergen afgezonderd in de Berg. Harde woorden van zijn metgezellen doen Thorin tot inkeer komen en met zijn vrienden stormt hij het slagveld op. Niet alleen doet dit het moreel stijgen en daarmee het tij van de veldslag keren, maar ook slagen Thorin, Dwalin, Fíli en Kíli erin om de Ravenheuvel te bereiken, met het doel Azog te doden en zo de Orks van hun aanvoerder te beroven. Legolas en Tauriel arriveren echter en beseffen dat het een val is: de Ravenheuvel zal vanuit het noorden door het leger uit Gundabad worden overrompeld. Fíli wordt op de Ravenheuvel gedood door Azog voor het gezicht van Thorin, Kíli wordt woedend als zijn dode broer Fíli voor zijn voeten naar beneden wordt gegooid. Wanneer Tauriel en Legolas de Ravenheuvel bereiken gaat Tauriel de strijd aan met Bolg. Kíli wordt gedood door Bolg als hij Tauriel het leven redt, waarna Legolas de Ork doodt. Thorin en Azog vechten verder op een bevroren meer en zien hoe de Adelaars arriveren, samen met Radagast en Beorn. Uiteindelijk slaagt Thorin er na een lang gevecht in zijn oude vijand te doden, maar hij raakt daarbij zelf dodelijk gewond. Voordat hij sterft wordt hij door Bilbo gevonden en ze leggen hun geschillen bij.
De overwinning is uiteindelijk een feit, al is Tauriels hart gebroken en is Legolas' verhouding met zijn vader ernstig verstoord. Thranduil raadt zijn zoon aan een Doler in het noorden op te zoeken. Bilbo neemt afscheid van zijn vrienden en keert met Gandalf terug naar de Gouw. Gandalf blijkt wel degelijk van zijn magische ring te weten. Terug in Hobbitstee blijkt hij doodverklaard te zijn en moet hij voorkomen dat al zijn spullen geveild worden. Het contract met Thorin bewijst zijn identiteit als Bilbo Balings.
De film eindigt met een flashforward: op de dag van zijn 111e verjaardag overdenkt Bilbo zijn avonturen, totdat Gandalf op de deur klopt (een scène die tevens voorkomt in The Lord of the Rings: The Fellowship of the Ring).

## Rolbezetting
| Personage              | Acteur                      |
| ---------------------- | --------------------------- |
| Bilbo Baggins          | Martin Freeman              |
| Oude Bilbo Baggins     | Ian Holm                    |
| Gandalf                | Ian McKellen                |
| Thorin II Oakenshield  | Richard Armitage            |
| Balin                  | Ken Stott                   |
| Dwalin                 | Graham McTavish             |
| Kíli                   | Aidan Turner                |
| Fíli                   | Dean O'Gorman               |
| Dori                   | Mark Hadlow                 |
| Nori                   | Jed Brophy                  |
| Ori                    | Adam Brown                  |
| Óin                    | John Callen                 |
| Glóin                  | Peter Hambleton             |
| Bifur                  | William Kircher             |
| Bofur                  | James Nesbitt               |
| Bombur                 | Stephen Hunter              |
| Dáin II Ironfoot       | Billy Connolly              |
| Galadriel              | Cate Blanchett              |
| Thranduil              | Lee Pace                    |
| Legolas Greenleaf      | Orlando Bloom               |
| Tauriel                | Evangeline Lilly            |
| Radagast               | Sylvester McCoy             |
| Beorn                  | Mikael Persbrandt           |
| Saruman                | Christopher Lee             |
| Elrond                 | Hugo Weaving                |
| Heer van Meerstad      | Stephen Fry                 |
| Alfrid                 | Ryan Gage                   |
| Smaug                  | Benedict Cumberbatch (stem) |
| Sauron                 | Benedict Cumberbatch (stem) |
| Azog                   | Manu Bennett                |
| Bolg                   | John Tui                    |
| Keeper of The Dungeons | Conan Stevens               |
| Bard de Boogschutter   | Luke Evans                  |
| Bain                   | John Bell                   |
| Sigrid                 | Mary Nesbitt                |
| Tilda                  | Peggy Nesbitt               |
| Galion                 | Craig Hall                  |
| Feren                  | Simon London                |
| Braga                  | Michael Mitchinson          |

## Achtergrond

### Verschillen methet boek
- Azog is in het boek allang dood. In de film heeft hij zijn comeback.
- Legolas, Saruman en Galadriel komen niet in het boek voor. Radagast de Bruine wordt in het boek genoemd, maar heeft geen grote rol. Deze personages hebben wel een rol in In de ban van de ring
- De berg werd niet van twee kanten aangevallen.
- Grotendeels van de slag is in het boek weggelaten doordat Bilbo neer werd geslagen. Wat er in de tussentijd gebeurt, wordt na de slag uitgelegd. In de film wordt de slag in z'n geheel laten zien, zelfs wanneer Bilbo wordt neergeslagen door een Ork en wordt er niet uitgelegd wat er in de tussentijd is gebeurd.
- Alfrid en Tauriel zijn personages die niet in het boek en In de ban van de ring voorkomen.
- Gandalf geeft in de film aan dat hij wist van dat Bilbo de Ring had. In het boek vermoedt Gandalf dat Bilbo de Ring heeft.
- Legolas wordt verwezen naar een doler in het noorden met de naam Stapper. In het boek wordt er niet verwezen naar In de Ban van de Ring.
- Balin en Gandalf komen in het boek nog op bezoek bij Bilbo. In de film komen ze niet op bezoek. Wel komt Gandalf op bezoek op Bilbo's 111e verjaardag. Echter speelt het bezoek van Balin en Gandalf veel eerder af.

### Muziek
De filmmuziek uit de film werd gecomponeerd door Howard Shore. Deze muziek werd ook op een soundtrackalbum uitgebracht op 16 december 2014.